# The Raven Age (EP)
The Raven Age prvi je EP istoimenog engleskog heavy metal sastava. EP je 5. srpnja 2014. godine objavio sam sastav.

## Popis pjesama
| 1.    | »Uprising«            | 2:37 |
| 2.    | »Eye Among the Blind« | 6:06 |
| 3.    | »The Death March«     | 4:46 |
| 4.    | »Angel in Disgrace«   | 5:28 |
| 18:57 |                       |      |

## Zasluge
- George Harris — gitara
- Dan Wright — gitara
- Matt Cox — bas gitara
- Jai Patel — bubnjevi
- Michael Burrough — vokali

Ostalo osoblje
- Tony Newton — inženjer zvuka
- Matt Hyde — miksanje, mastering
- Gustavo Sazes — omot albuma